# چاه ریگان وزیری
چاه ریگان وزیری، روستایی در دهستان چاه ریگان بخش چاه مرید شهرستان کهنوج در استان کرمان ایران است.

## جمعیت
بر پایه سرشماری عمومی نفوس و مسکن در سال ۱۳۹۵، جمعیت این روستا برابر با ۳۲۶ نفر (۱۰۲ خانوار) بوده‌است.